# 勝田車站
勝田車站（日语：／ Katsuta eki */?）是由東日本旅客鐵道（JR東日本）、日本貨物鐵道（JR貨物）與地方第三部門鐵路業者常陸那珂海濱鐵道所共用的鐵路車站，位於日本茨城縣常陸那珂市武豐町，是JR東日本常磐線與常陸那珂濱海鐵道湊線的交會車站。

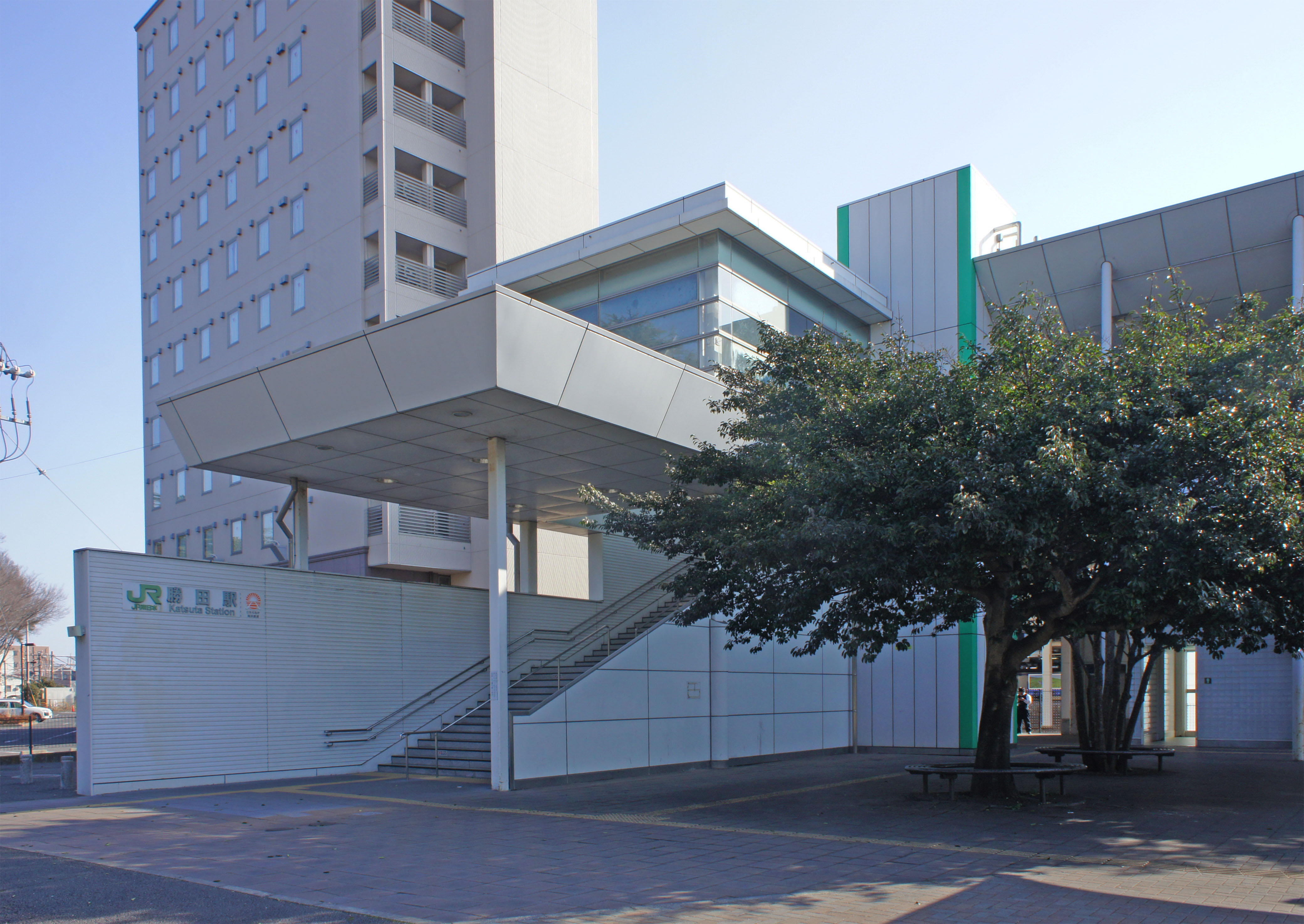
西口（2022年2月）

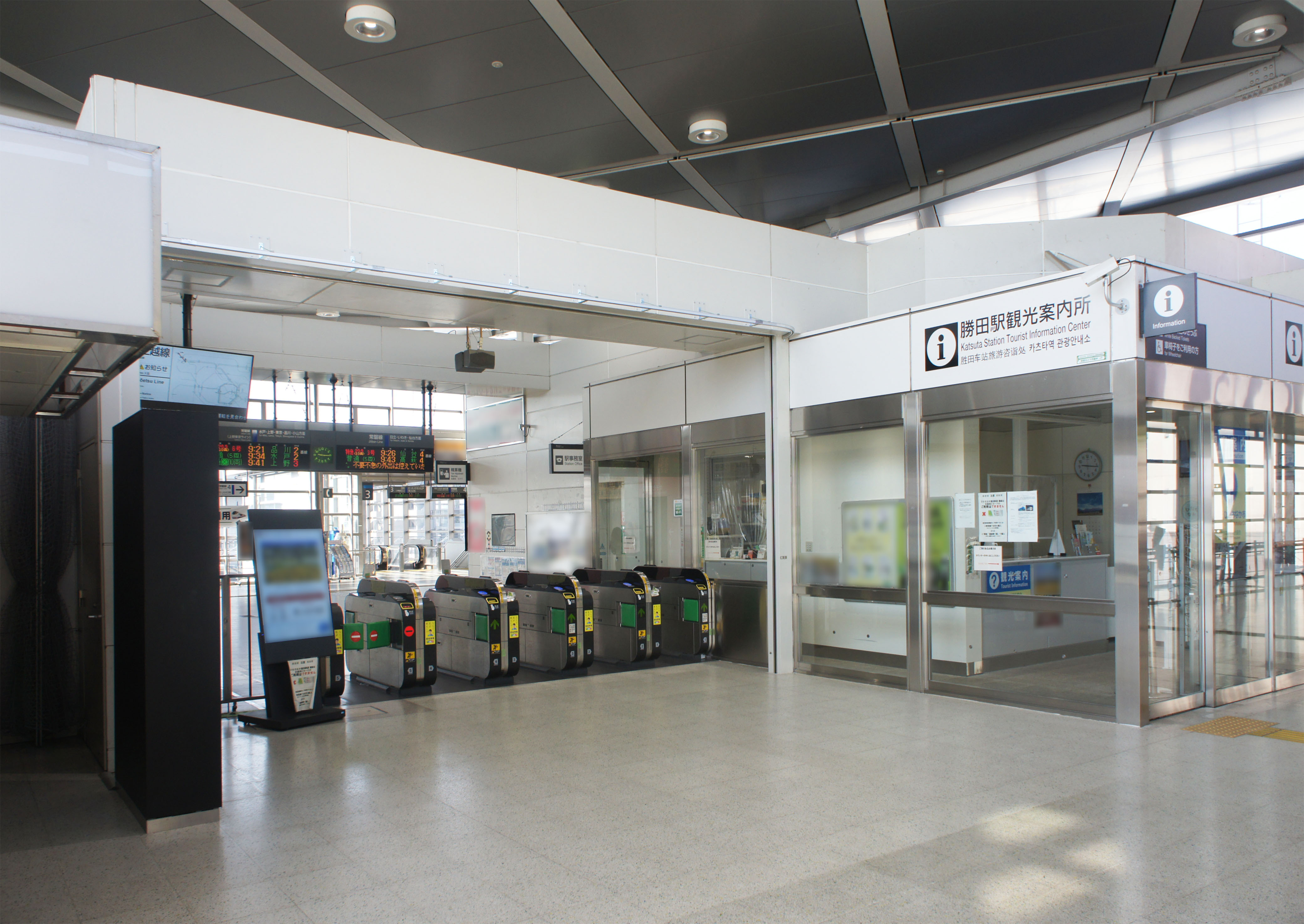
驗票口（2022年2月）

## 停站路線
JR東日本、JR貨物的常磐線（進行客運營業的JR東日本是第一種鐵道事業者、進行貨物營業的JR貨物是第二種鐵道事業者）、常陸那珂海濱鐵道的湊線停靠，是轉乘站。湊線以此站為起點。
除了JR車站，除了日間時間帶以友部站為終點的一部分水戶線列車，都會直通至友部站－此站間。當中早上時間帶還有進一步直通至高萩方向的列車。特急「常陸」「常盤」（除了土浦站到發外）所有列車停靠。另外，「常盤」的半數列車都以此站始發終到。另外，品川站與上野站到發的常磐線普通列車也是除了早上上行列車與夜間下行列車的一部分以日立站（只限下行1班）與高萩站到發外，都以此站始發、終到。

## 車站結構

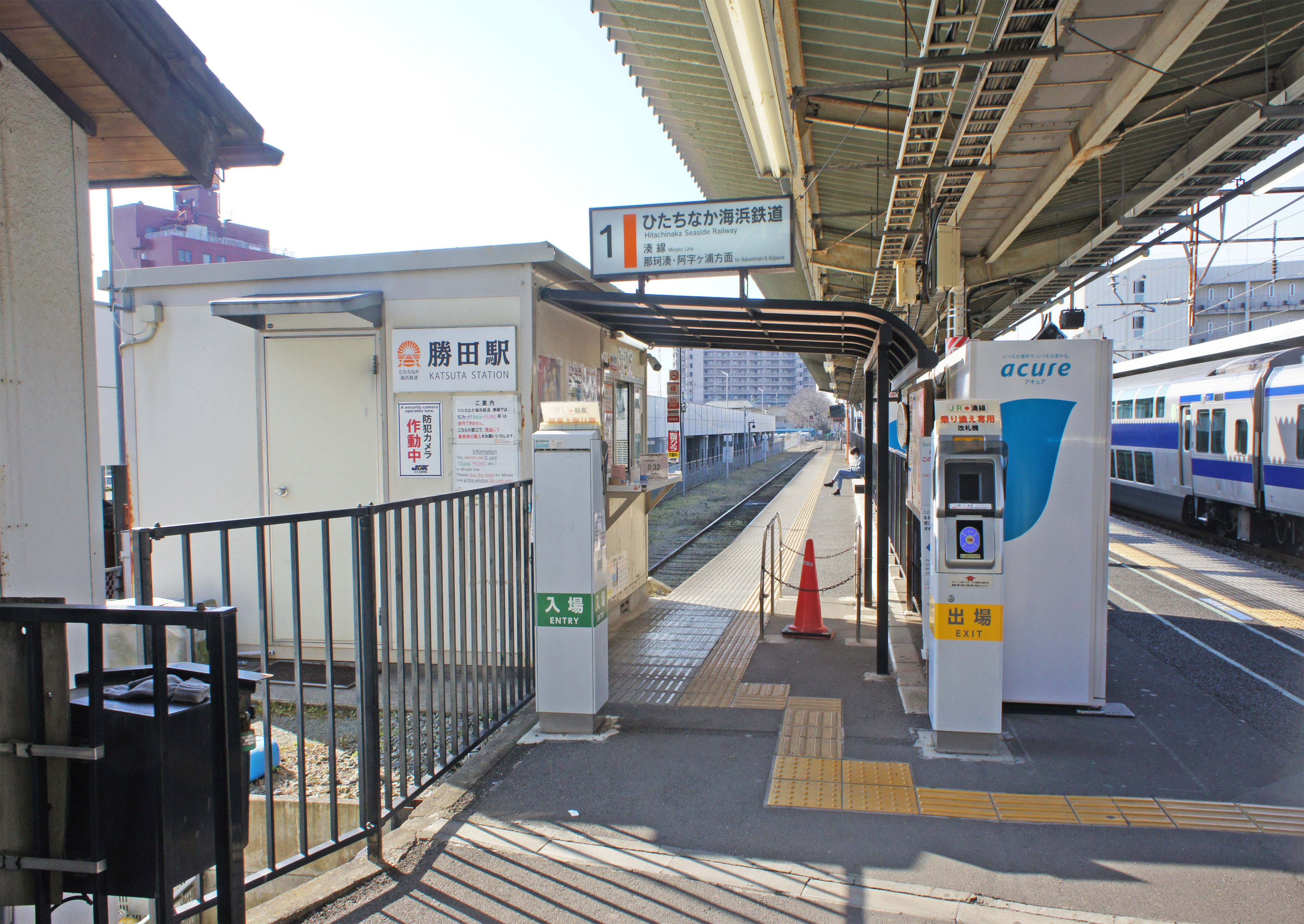
轉乘專用的驗票口（2022年2月）

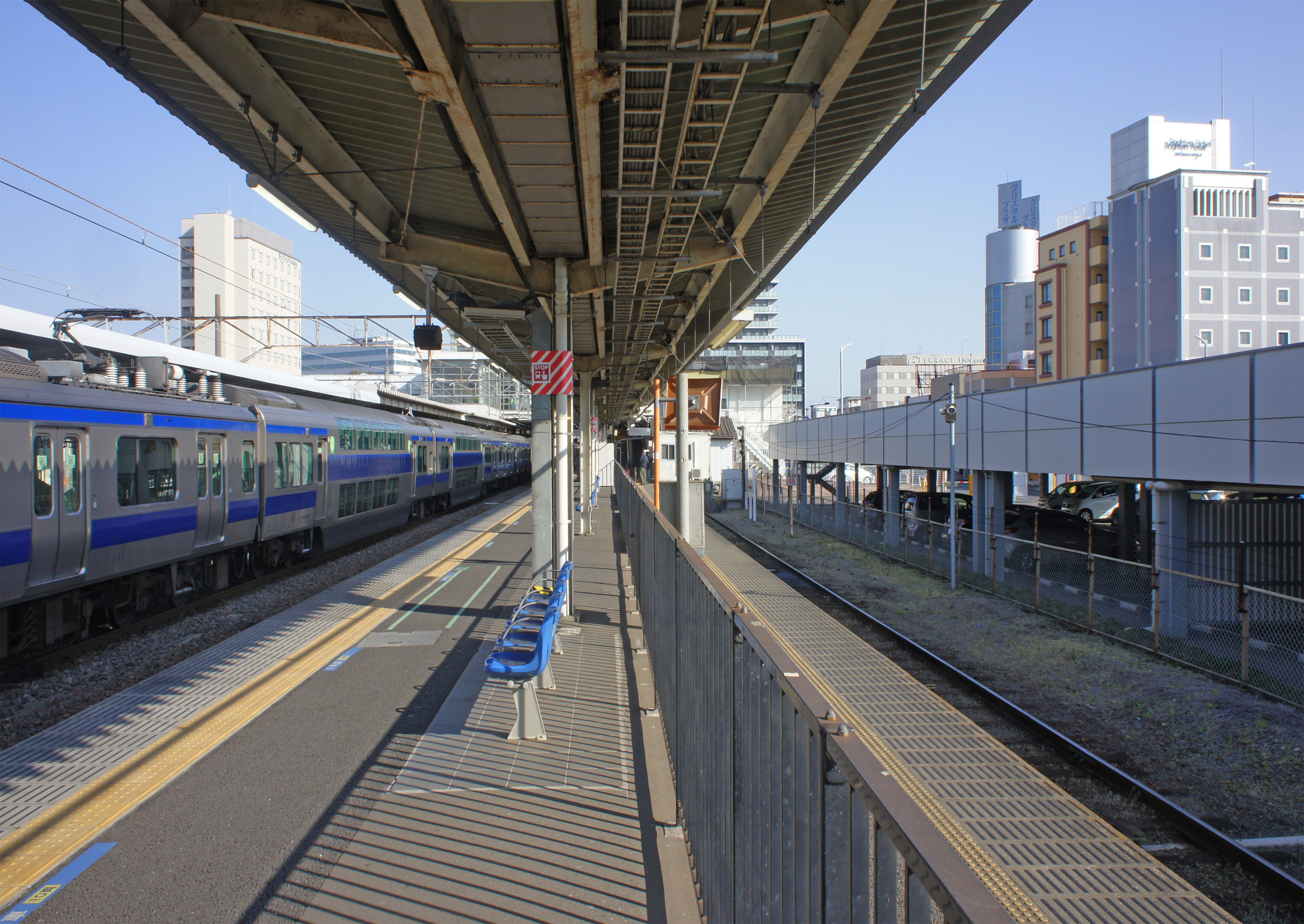
1號與2號月台（2022年2月）

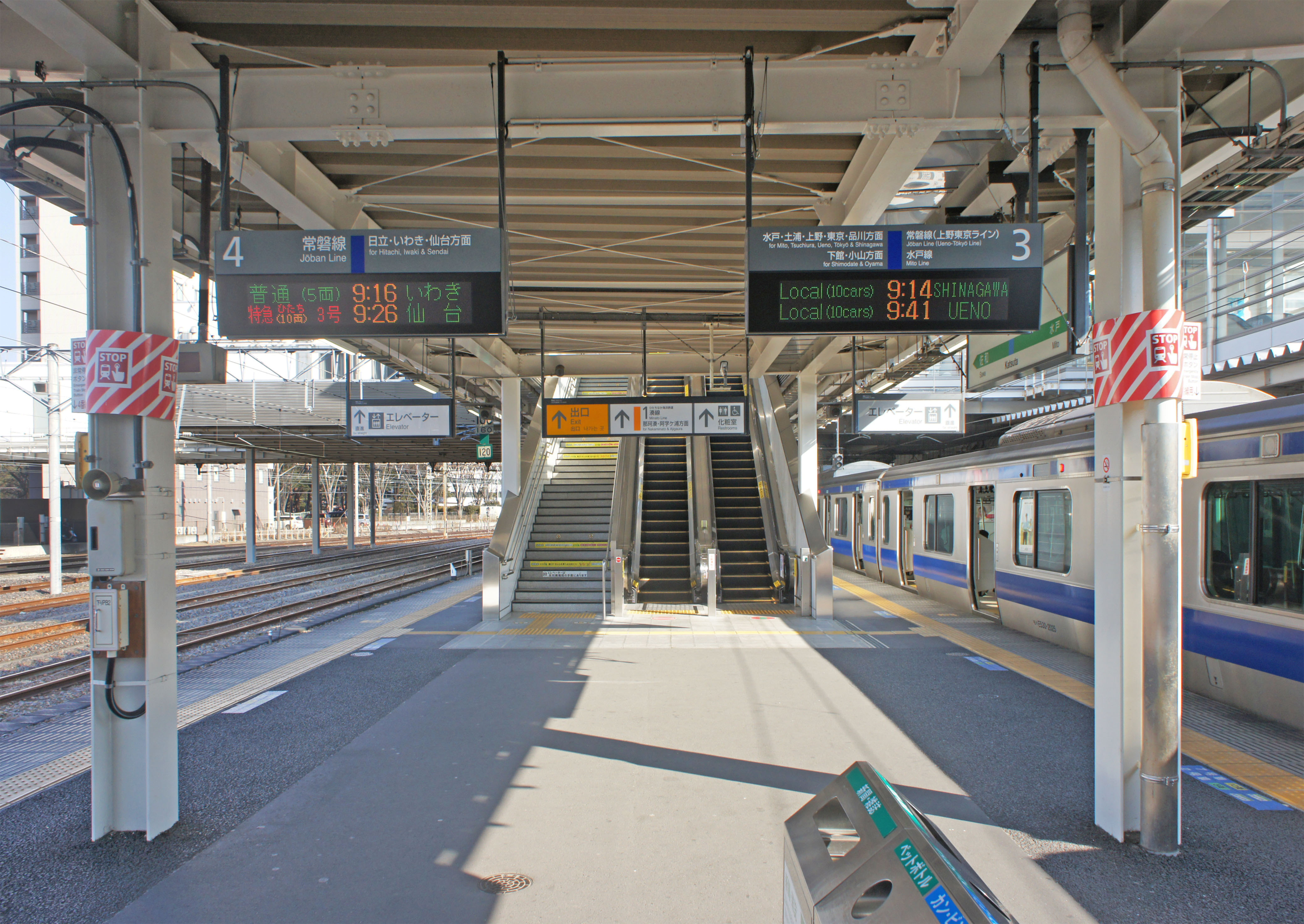
3號與4號月台（2022年2月）

本站為島式月台2面4線的地面車站，設有跨站式站房。

### 月台配置
| 月台 | 路線                  | 目的地                                               |
| ---- | --------------------- | ---------------------------------------------------- |
| 1    | ■常陸那珂海濱鐵道湊線 | 那珂湊、阿字浦方向                                   |
| 2、3 | ■常磐線（上行）       | 水戶、土浦、上野、東京、品川方向 （包括■上野東京線） |
| 2、3 | ■水戶線               | 笠間、下館、小山方向                                 |
| 4    | ■常磐線（下行）       | 日立、高萩、磐城方向                                 |

（來源：JR東日本:車站構內圖 （页面存档备份，存于））

## 貨運車站
在日本國鐵分割民營化、由JR貨物接手勝田車站貨運站部分的營運後，勝田車站就從未有過貨運列車的起訖設定，而是只負責公路運輸的車攜貨運之收發。
直到1980年代民營化之前，在勝田車站客運站房的南側都還可以看到貨運用月台的存在，當時站內設有一條通往日立製作所水戶事業所的專用線。但與一般專用線主要是用於貨物運輸的狀況不同，該專用線主要是用來載運工廠的作業員往返工廠，因此當時在車站西口的站區內還設有專用線的專用月台供人員上下車使用，並使用以蓄電池作為動力來源的電力機車拖行客車，行駛於該專用線上。
2009年時，日立將作業員專用列車月台拆除，轉為興建商務旅館用途，當初的月台遺跡就是今日日立集團關係企業日立生活所屬的「勝田站西生活飯店」（ライフイン勝田駅西）所在地。月台設施雖然已經不復存在，但專用線的路軌本身卻還殘存。

## 使用情況
- JR東日本 - 2018年度（平成30年度）1日平均上車人次為13,485人[JR 1]。
- 常陸那珂海濱鐵道 - 2017年度（平成29年度）年間上車人次為452,136人[海浜 1]。

近年上車人次推移如下表。
| 上車人次推移       | 上車人次推移         | 上車人次推移         | 上車人次推移      | 上車人次推移 |
| 年度               | JR東日本 （1日平均） | 茨城交通 （1日平均） | 海濱鐵道 （年間） | 備註         |
| ------------------ | -------------------- | -------------------- | ----------------- | ------------ |
| 2000年（平成12年） | 12,723               | 521                  |                   |              |
| 2001年（平成13年） | 12,496               | 549                  |                   |              |
| 2002年（平成14年） | 12,220               | 532                  |                   |              |
| 2003年（平成15年） | 12,084               | 494                  |                   |              |
| 2004年（平成16年） | 11,859               | 457                  |                   |              |
| 2005年（平成17年） | 11,876               | 447                  |                   |              |
| 2006年（平成18年） | 11,989               | 445                  |                   |              |
| 2007年（平成19年） | 12,050               | 505                  |                   |              |
| 2008年（平成20年） | 12,164               |                      | 339,359           | 湊線移管     |
| 2009年（平成21年） | 11,977               |                      | 348,575           |              |
| 2010年（平成22年） | 11,817               |                      | 355,510           |              |
| 2011年（平成23年） | 11,803               |                      | 305,244           | 東日本大震災 |
| 2012年（平成24年） | 12,173               |                      | 356,160           |              |
| 2013年（平成25年） | 12,512               |                      | 379,543           |              |
| 2014年（平成26年） | 12,656               |                      | 424,495           |              |
| 2015年（平成27年） | 12,936               |                      | 446,030           |              |
| 2016年（平成28年） | 13,181               |                      | 433,620           |              |
| 2017年（平成29年） | 13,383               |                      | 452,136           |              |
| 2018年（平成30年） | 13,485               |                      |                   |              |

備註
1. ↑  2008年度（平成20年度）起包括與JR的聯絡（轉乘）人次。

### 常陸那珂海濱鐵道
- 常陸那珂海濱鐵道勝田站（包括茨城交通時代）的使用情況變遷如下表[海浜 2]所示。
  - 輸送實績（上車人次）單位為人，顯示年度總計値。2008年度（平成20年度）起包括與JR聯絡（轉乘）人次。
  - 表中最高值為紅色，最高值紀錄年度以後的最低值為藍色，最高值紀錄年度以前的最低值為綠色。

| 年 度              | 此站分輸送實績（上車人次）：人／年度 | 此站分輸送實績（上車人次）：人／年度 | 此站分輸送實績（上車人次）：人／年度 | 此站分輸送實績（上車人次）：人／年度 | 特 記 事 項 |
| ------------------ | ------------------------------------ | ------------------------------------ | ------------------------------------ | ------------------------------------ | ----------- |
| 年 度              | 通勤定期                             | 通學定期                             | 定期外                               | 合 計                                | 特 記 事 項 |
| 2000年（平成12年） |                                      |                                      |                                      | 190,251                              |             |
| 2001年（平成13年） |                                      |                                      |                                      | 200,436                              |             |
| 2002年（平成14年） |                                      |                                      |                                      | 194,242                              |             |
| 2003年（平成15年） |                                      |                                      |                                      | 180,875                              |             |
| 2004年（平成16年） |                                      |                                      |                                      | 166,623                              |             |
| 2005年（平成17年） |                                      |                                      |                                      | 162,942                              |             |
| 2006年（平成18年） |                                      |                                      |                                      | 162,444                              |             |
| 2007年（平成19年） |                                      |                                      |                                      | 184,891                              |             |
| 2008年（平成20年） |                                      |                                      |                                      | 339,359                              |             |
| 2009年（平成21年） |                                      |                                      |                                      | 348,575                              |             |
| 2010年（平成22年） |                                      |                                      |                                      | 355,510                              |             |
| 2011年（平成23年） |                                      |                                      |                                      | 305,244                              |             |
| 2012年（平成24年） |                                      |                                      |                                      | 356,160                              |             |
| 2013年（平成25年） |                                      |                                      |                                      | 379,543                              |             |
| 2014年（平成26年） |                                      |                                      |                                      | 424,495                              |             |
| 2015年（平成27年） |                                      |                                      |                                      | 446,030                              |             |
| 2016年（平成28年） |                                      |                                      |                                      | 433,620                              |             |
| 2017年（平成29年） |                                      |                                      |                                      | 452,136                              |             |

## 相鄰車站
※特急「常陸」「常盤」的相鄰停車站參見列車記事。
東日本旅客鐵道
■常磐線（包括直通■水戶線）
水戶－勝田－佐和
常陸那珂海濱鐵道
■湊線
勝田－工機前

### 使用情況

#### JR東日本
1. 1 2  . 東日本旅客鉄道.   [2019-07-12]. （原始内容存档于2019-07-05）.
2. ↑  . 東日本旅客鉄道.   [2019-03-06]. （原始内容存档于2007-10-28）.
3. ↑  . 東日本旅客鉄道.   [2019-03-06]. （原始内容存档于2019-03-22）.
4. ↑  . 東日本旅客鉄道.   [2019-03-06]. （原始内容存档于2019-03-22）.
5. ↑  . 東日本旅客鉄道.   [2019-03-06]. （原始内容存档于2019-03-22）.
6. ↑  . 東日本旅客鉄道.   [2019-03-06]. （原始内容存档于2019-03-22）.
7. ↑  . 東日本旅客鉄道.   [2019-03-06]. （原始内容存档于2006-06-16）.
8. ↑  . 東日本旅客鉄道.   [2019-03-06]. （原始内容存档于2019-03-22）.
9. ↑  . 東日本旅客鉄道.   [2019-03-06]. （原始内容存档于2019-03-22）.
10. ↑  . 東日本旅客鉄道.   [2019-03-06]. （原始内容存档于2014-10-06）.
11. ↑  . 東日本旅客鉄道.   [2019-03-06]. （原始内容存档于2019-03-22）.
12. ↑  . 東日本旅客鉄道.   [2019-03-06]. （原始内容存档于2011-07-10）.
13. ↑  . 東日本旅客鉄道.   [2019-03-06]. （原始内容存档于2018-07-07）.
14. ↑  . 東日本旅客鉄道.   [2019-03-06]. （原始内容存档于2019-03-22）.
15. ↑  . 東日本旅客鉄道.   [2019-03-06]. （原始内容存档于2016-01-06）.
16. ↑  . 東日本旅客鉄道.   [2019-03-06]. （原始内容存档于2018-03-16）.
17. ↑  . 東日本旅客鉄道.   [2019-03-06]. （原始内容存档于2018-01-13）.
18. ↑  . 東日本旅客鉄道.   [2019-03-06]. （原始内容存档于2018-11-06）.
19. ↑  . 東日本旅客鉄道.   [2018-07-06]. （原始内容存档于2018-11-15）.

#### 常陸那珂海濱鐵道
1. ↑   (PDF): 69. 2018  [2019-09-24]. （原始内容 (PDF)存档于2019-09-24）.
2. ↑  .   [2020-05-16]. （原始内容存档于2021-01-15）.

## 外部連結
- 車站資訊（勝田）：東日本旅客鐵道
- 勝田站 （页面存档备份，存于） - 常陸那珂海濱鐵道